# ماسیمو باساکا
ماسیمو باساکا (به ایتالیایی: Massimo Busacca) از داوران برجسته سوئیسی و ثروتمند فوتبال است.
وی در بخش ایتالیایی‌زبان سوئیس در نزدیکی بلینزونا زندگی می‌کند.
او در فصل ۲۰۰۸–۲۰۰۹ به عنوان بهترین داور دنیا انتخاب شد.